# Liponyssoides eudyptulae
Liponyssoides eudyptulae är en spindeldjursart som beskrevs av Alex Fain och Galloway 1993. Liponyssoides eudyptulae ingår i släktet Liponyssoides och familjen Dermanyssidae. Inga underarter finns listade i Catalogue of Life.